# Brenta
Rijeka Brenta je 174 km duga rijeka u sjevernoj Italiji, koja teče od svog izvora u Trentino-Alto Adige do svog ušća u Venetu.
Tijekom antike, rijeka je nosila ime Medoacus (starogrčki: Mediochos, Μηδειοχος) te se je neposrednoj blizini Padove račvala u dvije rijeke; Medoacus Maior (Veliki Medoacus) i Medoacus Minor (Mali Medoacus). Rijeka je izmijenila svoj tok u ranom srednjem vijeku, a kroz njeno korito u Padovi počela je teći rijeka Bacchiglione.
Brenta je 174 km duga rijeka, čiji je vodotok prvi put kanalizan još u 16. stoljeću kada je izgrađen dugi kanal od mjesta Stra (Padova) do Jadranskog mora, zaobilazeći tako Venecijansku lagunu. Drugi kanal, često zvan Riviera del Brenta, napravljen je da spoji vodenim putem Veneciju i Padovu (drugi po veličini i važnosti grad Mletačke Republike). 
Rijeka Brenta, a osobito njezin kanal Riviera del Brenta, ubrzo je postao vrlo važna prometnica, uz njegove obale podignute su brojne impozantne vile. Od svih tih vila, samo su tri dostupne javnosti: Villa Foscari, Villa Widmann - Foscari i Villa Pisani.
Kod gradića Bassano del Grappa, rijeka je premošćena 1569. godine drvenim natkrivenim 
mostom što ga je projektirao Andrea Palladio, zvanim Ponte Vecchio (Stari most), ili Ponte degli Alpini (Alpski most).

## Brodovi na rijeci
Venecijanski plemići, su za plovidbu duž kanala koristili specifičnu vrstu broda zvanu 
Burchiello. Teret se prevozio teglenicama zvanim Burci. 

## Vanjske poveznice
|  | Zajednički poslužitelj ima stranicu o temi Brenta    |
|  | Zajednički poslužitelj ima još gradiva o temi Brenta |

- Brenta od Trenta, Vicence, Padove do mora